# Alcis filaria
Alcis filaria là một loài bướm đêm trong họ Geometridae.